# Челидзе, Георгий Нодарович
Гео́ргий Нода́рович Чели́дзе (груз. გიორგი ნოდარის ძე ჭელიძე; 24 октября 1986, Батуми, СССР) — грузинский футболист, нападающий.

## Карьера
Воспитанник тбилисской футбольной школы ДЮСШ «Локомотив» и Академии Тенгиза Сулаквелидзе, первый тренер — Заур Брикадзе. Начал выступать на взрослом уровне в тбилисском «Мерани», позже играл за ФК «Тбилиси» и батумское «Динамо».
В 2005 году Челидзе перешёл в московский «Локомотив», сыграл 6 матчей в премьер-лиге России. Первый матч за железнодорожников он сыграл в Новокузнецке в рамках Кубка России (и забил в этом матче гол), а в премьер-лиге дебютировал 29 октября 2005 года, выйдя на замену на 79-й минуте матча против «Сатурна». Будучи игроком «Локо», играл на правах аренды за луганскую «Зарю» и грузинский «Зестафони».
В 2008 году Георгий Челидзе вернулся в батумское «Динамо», в дальнейшем играл за грузинские клубы, а также в Азербайджане, Турции и Израиле. Последний матч на профессиональном уровне провёл в декабре 2010 года в составе «Сиони» из Болниси.

### В сборной
В феврале-марте 2006 года выступал за национальную сборную Грузии на международном турнире на Мальте, провёл два матча[уточнить], против Молдавии (в некоторых источниках матч считается неофициальным) и Мальты.